# 패터슨역
패터슨(영어: Patterson)역은 메트로 밴쿠버 스카이트레인 도시철도 시스템의 엑스포선에 있는 고가역이다. 이 역은 캐나다 브리티시컬럼비아주 버너비의 센트럴 대로(Central Boulevard)와 패터슨 애비뉴(Patterson Avenue) 교차로에 있다.  버나비에서 가장 서쪽에 있는 엑스포선 역이다.

## 위치
이 역은 버너비 센트럴 파크의 북동쪽 가장자리, 패터슨 애비뉴와 센트럴 대로의 모퉁이에 위치해 있다. 엑스포선이 역 서쪽으로 뻗어 공원을 통과한다. 스완가드 스타디움으로 이어지는 산책로가 있는 큰 숲이 우거진 공원인 센트럴 파크와 근접해 있기 때문에 이 역은 지역 주민들이 주로 이용한다.

## 역사
패터슨역은 1985년 스카이트레인 시스템(현재 엑스포선)의 일부로 건설되었다. 역명은 1890년대에 패터슨 랜딩으로 알려진 최초의 인터어반 정류장을 건설한 개척자 듀갈드 캠벨 패터슨(Dugald Campbell Patterson)의 이름을 따서 지어졌다.
이 역은 브리티시컬럼비아 전기철도의 센트럴 파크선의 옛 선로 위에 위치해 있다. 이 노선은 이전에 너나이모역의 바로 서쪽을 지나 현재의 뉴웨스트민스터역이 있는 동쪽으로 이어졌다.
1986년 5월 6일, 다이애나 왕세자비와 찰스 왕세자는 밴쿠버와 엑스포 86을 방문하는 동안 워터프런트역에서 스카이트레인을 타고 패터슨역에 내렸다.
2002년에 밀레니엄선이 이 역에 도입되었고, 이 역은 뉴웨스트민스터에 있는 컬럼비아역을 통해 VCC-클라크역(기존 커머셜-브로드웨이역)으로 가는 외행 서비스를 제공했다. 이 서비스는 2016년에 중단되었고 엑스포선 지선에서 프로덕션 웨이-유니버시티역으로 대체되었다.

## 역 정보

### 역 구조
| T | 1번 승강장 내행                 | ← ■ 엑스포선 워터프런트 방면 (조이스-콜링우드)                      |
| T | 섬식 승강장, 왼쪽 출입문이 열림 |                                                                     |
| T | 2번 승강장 외행                 | ■ 엑스포선 킹 조지 / 프로덕션 웨이-유니버시티 방면 (메트로타운역) → |
| C | 대합실                          | 컴파스 자동발매기, 개집표기                                         |
| S | 거리층                          | 출구                                                                |

### 입구
패터슨역에는 네 개의 출입구가 있다. 두 개의 주요 출입구는 역의 남동쪽 끝에 위치해 있으며, 한 출입구는 베레스퍼드가와 역 버스 루프를 마주하고 있으며, 다른 출입구는 센트럴 대로에 인접해 있다. 역의 북서쪽 끝에 두 개의 출입구가 더 있으며, 이 두 개의 출입구는 센트럴 파크 내에 위치해 있어 장애인 출입이 허용되지 않는다.

### 연결 교통
버스 베이(Bay) 할당은 다음과 같다.:
| Bay | 노선 번호 | 목적지    |
| --- | --------- | --------- |
| 1   | 129       | 홀덤역    |
| 2   |           | 하차 전용 |
| 3   | 예비영역  |           |